# Zerbster Land
Zerbster Land este o arie protejată (arie de protecție specială avifaunistică — SPA) din Germania întinsă pe o suprafață de 6.207 ha, integral pe uscat.

## Localizare
Centrul sitului Zerbster Land este situat la coordonatele 51°59′54″N 12°03′16″E / 51.9983°N 12.0544°E.

## Înființare
Situl Zerbster Land a fost declarat arie de protecție specială avifaunistică în noiembrie 1992 pentru a proteja 40 de specii de animale.

## Biodiversitate
Situată în ecoregiunea continentală, aria protejată nu include niciun habitat protejat.
La baza desemnării sitului se află mai multe specii protejate de  păsări (40): rață fluierătoare (Anas penelope), Anser albifrons albifrons, gâscă cenușie (Anser anser), gâscă de semănătură (Anser fabalis), fâsă-de-câmp (Anthus campestris), Branta leucopsis, gâsca cu piept roșu (Branta ruficollis), șorecar încălțat (Buteo lagopus), Calcarius lapponicus, barză neagră (Ciconia nigra), erete de stuf (Circus aeruginosus), erete vânăt (Circus cyaneus), erete cenușiu (Circus pygargus), prepeliță (Coturnix coturnix), Cygnus columbianus bewickii, lebădă de iarnă (Cygnus cygnus), lebădă de vară (Cygnus olor), ciocănitoare neagră (Dryocopus martius), presură de grădină (Emberiza hortulana), Eremophila alpestris, șoim de iarnă (Falco columbarius), șoimul rândunelelor (Falco subbuteo), Grus grus grus, codalb (Haliaeetus albicilla), sfrâncioc roșiatic (Lanius collurio), sfrâncioc mare (Lanius excubitor excubitor), Larus argentatus, pescăruș argintiu (Larus cachinnans), pescăruș râzător (Larus ridibundus), ciocârlie de pădure (Lullula arborea), presură sură (Miliaria calandra), gaia neagră (Milvus migrans), gaia roșie (Milvus milvus), Numenius arquata arquata, dropie (Otis tarda), viespar (Pernis apivorus), ploier auriu (Pluvialis apricaria), silvie porumbacă (Sylvia nisoria), mierlă gulerată (Turdus torquatus), nagâț (Vanellus vanellus).
Pe lângă speciile protejate, pe teritoriul sitului au mai fost identificate 1 specie de păsări.